# Bruce Grant (Saxophonist)
Bruce H. Grant (* 14. Dezember 1949 in San Francisco; † 6. Oktober 2009 in Martinique) war ein amerikanisch-französischer Jazzmusiker  (Baritonsaxophon, Querflöte, auch Oboe und Arrangements).

## Leben und Wirken
Grant, der sich bereits in frühen Jahren für Jazz interessierte, besuchte zunächst die Lowell High School, bevor er auf der University of California, Berkeley studierte. Er zog dann nach Frankreich, wo er als Musiker tätig war. Patrick Forgass holte ihn zu den Aufnahmen für sein Fusion-Album Cocktail. Ab 1975 gehörte er, als Nachfolger von John Surman, zur Brotherhood of Breath von Chris McGregor, mit der er drei Alben einspielte und 1981 auch auf dem Moers Festival auftrat. 1983 wurde die Band im Film Good Friends von Mike Dodds für die BBC porträtiert. Er spielte dann bei Les Flambeurs, für die er auch arrangierte, und gehörte zum Quintette Gossip, mit dem er auch die Musik für den Film Jimmy Jazz (1982) verfasste. Mit dem iranischen Sänger Sir Ali trat er in den Pariser Jazzclubs auf. Auf dem Berliner Festival Heimatklänge 1995 konzertierte er mit der Gruppe Bonga (Live-CD Swinga Swinga). Mit seinem eigenen Quintett spielte er in Europa und vor allem auf den Antillen. Weiterhin ist er auf dem Album Cross Roads (1979) des Bluesmusikers Sugar Blue und auf Produktionen von François Wertheimer, Mathématiques Modernes und Alexis Zad zu hören.